# ساشا فوجت
ساشا فوجت هو سياسي ألماني، ولد في 1980 في إزرلون في ألمانيا. نشط حزبياً في الحزب الديمقراطي الاجتماعي الألماني.